# Fannia multisetosa
Fannia multisetosa is een vliegensoort uit de familie van de Fanniidae. De wetenschappelijke naam van de soort is voor het eerst geldig gepubliceerd in 1961 door Chillcott.